# Kevin Warhol
Kevin Warhol, właśc. Lukáš Gombík (ur. 8 sierpnia 1991 w Ostrawie) – czeski aktor gejowskich filmów pornograficznych.

## Życiorys
Urodził się w Ostrawie. Trudna sytuacja rodzinna zmusiła go, aby po ukończeniu szkoły w wieku 15 lat zamieszkać samodzielnie.
Tatuaż na szyi jest wyrazem jego ciężkich doświadczeń życiowych, oznacza siłę i wolę. Swój pseudonim aktorski wybrał, łącząc nazwisko znanego artysty Andy’ego Warhola z imieniem ulubionego bohatera filmowego Kevina McCallistera (w tej roli Macaulay Culkin) z komedii familijnej Chrisa Columbusa Kevin sam w domu.

### Kariera
Karierę w branży pornograficznej rozpoczął w 2010, w wieku 19 lat, nawiązując współpracę z wytwórnią Bel Ami. Pracował jako model dla marki męskiej bielizny „Addicted” produkowanej w Barcelonie.
W 2017 firma Fleshjack Boys wydała męski masturbator w kształcie ust, odbytu i prącia imitujących części ciała Warhola.
W 2018 zdobył branżową nagrodę Str8UpGayPorn Award w kategorii „Wybór widzów – Ulubiona międzynarodowa gwiazda”.

## Nagrody i nominacje
| Rok  | Nagroda             | Kategoria                                      | Film                                                   | Inni wykonawcy              | Rezultat  |
| ---- | ------------------- | ---------------------------------------------- | ------------------------------------------------------ | --------------------------- | --------- |
| 2013 | Grabby Award        | Internetowy wykonawca roku                     | –                                                      | –                           | Nominacja |
| 2014 | Grabby Award        | Wykonawca roku                                 | –                                                      | –                           | Nominacja |
| 2015 | Grabby Award        | Internetowy wykonawca roku                     | –                                                      | –                           | Nominacja |
| 2017 | Str8UpGayPorn Award | Najlepszy wykonawca                            | –                                                      | –                           | Nominacja |
| 2017 | Grabby Award        | Najgorętszy rimming                            | All for One                                            | Helmut Huxley               | Nominacja |
| 2018 | GayVN Award         | Najlepsza scena z twinkami                     | Lars Norgaard with Kevin Warhol and Joel Birkin (2016) | Lars Norgaard i Joel Birkin | Nominacja |
| 2018 | GayVN Award         | Wykonawca roku                                 | –                                                      | –                           | Nominacja |
| 2018 | GayVN Award         | Nagroda fanów – Ulubiony chłopak z kamerki     | –                                                      | –                           | Nominacja |
| 2018 | Str8UpGayPorn Award | Wybór widzów – Ulubiona międzynarodowa gwiazda | –                                                      | –                           | Wygrana   |
| 2018 | Str8UpGayPorn Award | Wybór widzów – Najlepsza scena                 | Justin and Kevin                                       | Justin Saradon              | Nominacja |